# Electric Building (Texas)

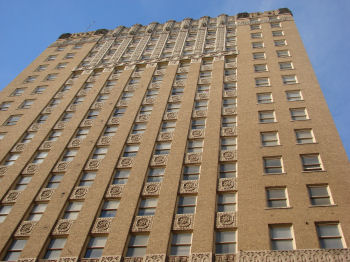
Electric Building
Fort Worth, Texas

Das Electric Building ist ein ehemaliges Verwaltungsgebäude in Fort Worth (Texas). Es wurde 1929 als Sitz der Texas Electric Service Company im Stil des Art déco errichtet. Architekt war der aus der Stadt stammende Wyatt C. Hedrick. Die signifikante Architektur mit ornamentgeschmückten Gewölben, Säulenkapitellen und dekorativen Putzarbeiten kennzeichnet den Höhepunkt des wirtschaftlichen Wachstums der Stadt in der Hälfte des 20. Jahrhunderts.
1974 erwarb die First National Bank of Fort Worth das Gebäude und richtete darin ihre Büros ein, 1984 kam es in den Besitz des Investors Robert M. Bass. Er sanierte von 1994 bis 1996 das Haus aufwändig und wandelte es in ein Wohn- und Geschäftsgebäude um.
1995 wurde das Electric Building in das National Register of Historic Places aufgenommen, gelistet im NRHP mit der Nr. 95000048.